# Trichalphus
Trichalphus is een kevergeslacht uit de familie van de boktorren (Cerambycidae). De wetenschappelijke naam van het geslacht werd voor het eerst geldig gepubliceerd in 1881 door Bates.

## Soorten
Trichalphus is monotypisch en omvat slechts de volgende soort:
- Trichalphus pilosus Bates, 1881